# Agapetus clio
Agapetus clio là một loài Trichoptera trong họ Glossosomatidae. Chúng phân bố ở miền Cổ bắc.